# Mus spicilegus
Mus spicilegus är en däggdjursart som beskrevs av Petenyi 1882. Den ingår i släktet Mus och familjen råttdjur. IUCN kategoriserar arten globalt som livskraftig. Inga underarter finns listade.

## Beskrivning
En liten husmus med en kroppslängd av 5,5 till 9 cm exklusive den 5 till 7,5 cm långa, nästan nakna svansen, och en vikt mellan  9 och 20 g. Ovansidan har gråbrun päls, mörkare på ryggen än sidorna, och med en oftast tydlig gräns mot den vanligtvis rent grå undersidan. Det förekommer dock individer med gråaktig päls över hela kroppen, utan tydlig skillnad mellan över- och undersida.

## Ekologi
Mus spicilegus påminner i uppträdandet om den vanliga husmusen, men är mindre temperamentsfull och mer social. Den förekommer på odlad mark som foderängar och åkrar. Vissa populationer har även påträffats i barrskogsplanteringar.
Arten bygger under hösten stora, kommunala bon, i vilka de samlar föda i form av säd, andra frön och rotfrukter samt tillbringar vintern. Bona har en diameter mellan 50 och 400 cm, en höjd av 40 till 80 cm, och kan innehålla upp till 50 kg näring. Varje bo byggs och bebos vanligtvis av 5 till 6 individer; enligt vissa källor upp till 14.

### Fortplantning
Fortplantningen sker från tidig vår till höst; honan, som blir könsmogen vid tre månaders ålder, får 4 till 5 kullar med mellan 4 och 11 ungar under denna tid. De nyfödda ungarna är mycket outvecklade; de är nakna, blinda, tandlösa och med sammanvuxna tår. Pälsen börjar växa ut redan första eller andra dagen och täcker ungarna helt efter ungefär 14 dagar, ögonen öppnas efter 17 till 18 dagar och de första tänderna kommer fram dag 13 eller 14. I fångenskap hybridiserar Mus spicilegus med vanlig husmus, men detta har inte konstaterats i naturen.

## Utbredning
Arten förekommer från Neusiedlersjön på gränsen mellan Österrike och Ungern över Ungern, Slovakien, Moldavien och Ukraina till sydvästligaste Ryssland (kring Rostov) samt söderut till Serbien och Bulgarien. Det finns även en isolerad, liten subpopulation på tre kustnära lokaler i Montenegro, Grekland och Albanien.